# Tour della nazionale maschile di rugby a 15 delle Figi 1992
Tra le due edizioni del 1992 e del 1995 della Coppa del mondo di rugby, la nazionale di rugby delle Isole Figi si è recata più volte in Tour.
Nel 1992, le Figi si recano in Australia e Nuova Zelanda dove superano New South Wales, ma cedono a Taranaki e Wellington.
Segue una visita a Tonga con due match, il primo dei quali valido anche per il Pacific Tri-Nations.

## Risultati
| Sydney 17 maggio 1992 | New South Wales | 17 – 38 | Figi XV |  |

| New Plymouth 20 maggio 1992 | Taranaki | 54 – 6 | Figi XV |  |

| Wellington 24 maggio 1992 | Wellington | 43 – 10 | Figi XV | Athletic Park |

| Arbitro: | F. Vito |

| |            | |
| Faletau | mt         | |
| Nisa, Schaumkel, Vea | c.p.       | Dau, Tikodraubuta 2 |
| 15.Leha'uli Fotu, 14.Tevita Pau'u, 13.Tavake Tuineau, 12.Chris Schaumkel, 11.Mistana Vea, 10.Huihahau Nisa, 9.Nafe Tufui, 8.Dave Latailakepa, 7.Tasi Vikilani, 6.Taipaleti Tu'uta, 5.Isi Fatani, 4.Kuli Faletau, 3.Takau Lutua, 2.Rudi Kapeli, 1.Siaosi Latu, sostituti: , 18.Tevita Va'enuku, Non entrati : , 16.Isi Tapueluelu, 17.Manu Vunipola, 19.Sonasi Moli, 20.Feleti Mahoni, 21.Fololisi Masila, 22.Poseisei Havili | Formazioni | 15.Pita Dau, 14.Mesake Navugona, 13.Jioji Vatubua, 12.Lemeki Koroi, 11.Viliame Sovalevu, 10.Eliki Tikodraubuta, 9.Anasa Koroitamana, 8.Ifereimi Tawake, 7.Sakeasi Vonalagi, 6.Gabirieli Naborisi, 5.Aisake Nadolo, 4.Ilaitia Savai, 3.Naibuka Vuli (c), 2.Mosese Taga, 1.Sakeasi Verevuni, sostituti: , 22.Ilisoni Naituku, Non entrati : , Apenisa Sassen, 17.Eparama Tuivunivono, 18.Sami Rabaka Nasagavesi, 19.Mosese Natuilagilagi, 20.Waisiki Masirewa Loco, 21.Viliame Rauluni |

| 28 luglio 1992 | Tonga President XV | 12 – 11 | Figi XV |  |